# Belebeevskij rajon
Il Belebeevskij rajon (in russo Белебеевский район?) è un municipal'nyj rajon della Repubblica della Baschiria, nella Russia europea.